# Limón de Porcuya Km. 38
Limón de Porcuya Km. 38 es un caserío peruano ubicado en el distrito de Huarmaca, perteneciente a la provincia de Huancabamba del departamento de Piura, al norte del Perú. 

## Ubicación
Limón de Porcuya Km. 38 se ubica al sureste de la provincia de Huancabamba, en el distrito de Huarmaca, en el departamento de Piura.

## Demografía
En 2017 Limón de Porcuya Km. 38 tenía una población de 425 habitantes.
| Gráfica de evolución demográfica de Limón de Porcuya Km. 38 entre 1993 y 2017 |
|                                                                               |
| Fuentes: Población 1993 y 2017                                                |